# Ясинівський коксохімічний завод
ВАТ«Ясинівський коксохімічний завод (ЯКХЗ)» (ПФТС: YASK) — коксохімічне підприємство в Донецькій області (місто Макіївка). Розташований на півночі міста (Кіровський район Макіївки).
Завод є власністю донецької фінансово-економічної групи Концерн «Енерго» (Віктор Нусенкіс) — близькою до колишнього губернатора Донецької області Володимира Логвиненка
У січні 2006 року дві коксові батареї заводу (№ 5 і 6) перейшли в розпорядження Маріупольського металургійного комбінату імені Ілліча, останній оперативно управляє майже всім підприємством, оскільки взяті в оренду іллічівцям активи забезпечують левову частку випуску готової продукції на Ясинівському заводі. У березні 2007 р. Віктор Нусенкіс і Володимир Бойко для управління заводом створили ТОВ «Ясинівська коксова компанія». З боку Нусенкіса до статутного фонду підприємства будуть внесені дві коксові батареї КХЗ, Бойко візьме участь в капіталі грошима.

## Виробництво
Обсяг продукції в 2005 році:
- Кокс — 1,3749 млн тонн (6-е місце в Україні — 7,3%).

Обяг продукції в 2016 році:
- Кокс —  466 тис тонн. [Архівовано 10 листопада 2019 у Wayback Machine.]

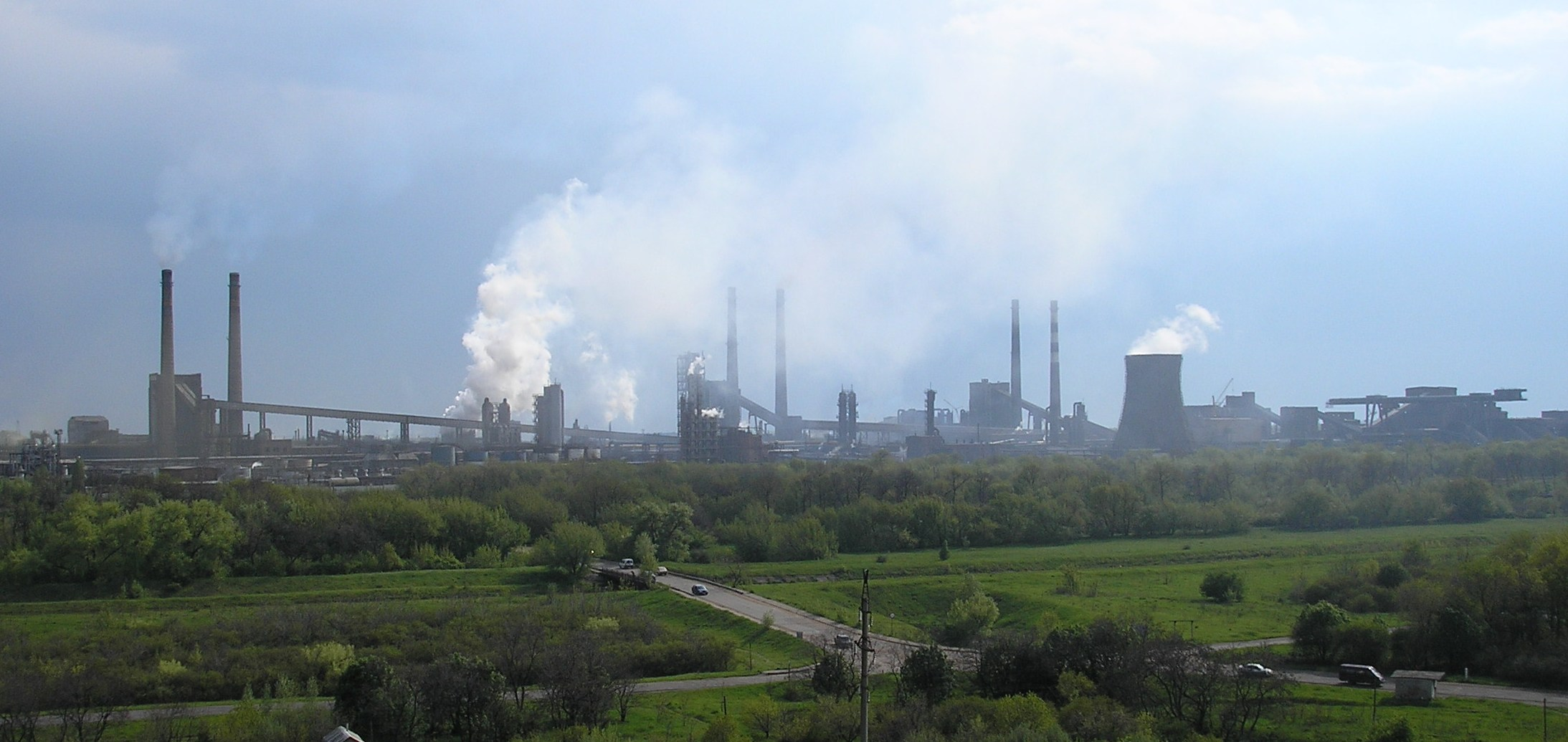
Вид на ЯКХЗ із терикону шахти «Бутовка-Глибока»

ЯКХЗ виробляє більше 1 млн тонн на рік кам'яновугільних коксів різних сортів: кокс доменний, кокс низький вміст сірки, кокс ливарний, горішок коксовий, дрібниця коксова і велику гаму коксохімічних продуктів: смола кам'яновугільна, сульфат амонію, бензол сирий, бензол для синтезу, толуол, сольвент, ароматична добавка до моторних палив має низький вміст сірки та іншу продукція.

## Експорт
- Обсяг експорту в першому півріччі 2001 року — 43,3 млн гривень (8,774 млн доларів США).

## Виноски
1. ↑  Виробництво коксу на Ясинівському КХЗ зростає два роки поспіль. Архів оригіналу за 15 березня 2012. Процитовано 13 січня 2012.